# 新行動主義
新行動主義（しんこうどうしゅぎ）は、エドワード・トールマン、クラーク・ハル、バラス・スキナーらが提唱した。行動の主体（人や動物）の関わりも含めた視点からオペラント条件付けの研究をした。ジョン・B・ワトソンの行動主義心理学と区別して、新行動主義心理学と呼ばれている。
ワトソンの行動主義心理学は、刺激に対して現れる反射だけを取り上げた。それでは不十分との批判によって誕生したのが新行動心理学である。